# كريستينا ماركوس
كريستينا ماركوس (بالإسبانية: Cristina Marcos)‏ (ولدت في 19 ديسمبر 1963) ممثلة إسبانية ظهرت في أكثر من 35 فيلمًا وعروضًا تلفزيونية منذ عام 1981. وقد لعبت دور البطولة في فيلم 1981 عجائب، الذي دخل في مهرجان برلين السينمائي الدولي الحادي والثلاثين. منحت جائزة غويا لأفضل ممثلة رائدة عن عملها في «كل الرجال متساوون» 

## الروابط الخارجية
- كريستينا ماركوس على موقع IMDb (الإنجليزية)
- كريستينا ماركوس على موقع ألو سيني (الفرنسية)
- كريستينا ماركوس على موقع أول موفي (الإنجليزية)
- كريستينا ماركوس على موقع قاعدة بيانات الأفلام السويدية (السويدية)
- كريستينا ماركوس على موقع ديسكوغز (الإنجليزية)
- كريستينا ماركوس على موقع قاعدة بيانات الفيلم (الإنجليزية)
- كريستينا ماركوس على موقع كينوبويسك (الروسية)

- كريستينا ماركوس في قاعدة بيانات الأفلام على الإنترنت